# Carlos XII da Suécia
Carlos XII (Estocolmo, 17 de junho de 1682 – Halden, 30 de novembro de 1718), conhecido em sueco como Karl XII, foi o rei da Suécia de 1697 até sua morte.
                                                                                                                                                Era filho do rei Carlos XI e sua esposa a rainha Ulrica Leonor da Dinamarca, tendo sido o penúltimo monarca sueco da Casa de Palatinado-Zweibrücken. Assumiu o poder, como monarca absoluto da Suécia, e lutou durante todo o seu reinado pela ideia da Suécia como grande potência imperial (Stormaktstiden).                                                                                                                          Envolvido na Grande Guerra do Norte, enfrentou uma aliança constituída pela Dinamarca-Noruega, Saxônia-Polónia e Rússia czarista.
A tripla aliança formada pela Dinamarca-Noruega, Saxônia-Polônia-Lituânia e Rússia lançou em 1700 um ataque contra o protetorado sueco de Holstein-Gottorp e às províncias de Livônia e Íngria, querendo tirar vantagem do desalinhamento da Suécia e da juventude e pouca experiência de Carlos, assim iniciando a Grande Guerra do Norte. Liderando o poderoso exército sueco, o rei forçou a submissão de todos os inimigos menos a Rússia.
Sua subsequente marcha para Moscovo terminou com o desmembramento do exército sueco em Poltava e Perevolochna, com Carlos passando os anos seguintes em exílio no Império Otomano antes de voltar para liderar um ataque contra a Noruega, tentando expulsar o rei Frederico IV da Dinamarca da guerra para assim concentrar suas forças na Rússia. Duas campanhas fracassadas concluíram com sua morte em 1718 no cerco da Fortaleza de Fredriksten, na Noruega. Nessa época, a maior parte do Império Sueco estava sob ocupação militar estrangeira, apesar da própria Suécia ainda estar livre.

## Regência e coroação
Carlos, como príncipe herdeiro teve uma educação esmerada, demonstrando grande talento, sobretudo em matemática e nas artes militares. Após a morte de seu pai, o rei Carlos XI, em abril de 1697, o país foi governando por um Conselho de Regência até 24 de novembro, quando foi antecipada a maioridade de Carlos XII, por iniciativa da nobreza sueca.
Em 29 de novembro o jovem príncipe herdeiro dissolveu o parlamento. A coroação realizou-se a 14 de dezembro de 1697 na Catedral de São Nicolau de Estocolmo.  Carlos XII rompeu duas importantes tradições nesse dia. A primeira foi por evitar o juramento de fidelidade mútua entre o rei e seus vassalos, e a segunda foi por coroar-se a si mesmo, sem intervenção de terceiros. Estas duas manifestações deixaram claro ante todos, que se considerava um monarca absoluto, tornando-se o único rei da Suécia a reinar como tal.
O jovem monarca herdava um império edificado a partir das conquistas militares iniciadas por Gustavo II Adolfo, na Guerra dos Trinta Anos e confirmadas pelo Tratado de Paz de Vestfália; as quais seguiram-se aquelas obtidas por seu avô Carlos X Gustavo, pelo Tratado de Roskilde e por seu pai Carlos XI na Guerra da Escânia. Basicamente a política externa da Suécia no século XVII direcionava-se a obtenção do pleno controle das costas do Mar Báltico, amparada no poderio de um exército moderno e bem organizado, dotado de grandes efetivos.

## A Grande Guerra do Norte
No outono de 1699, verificara-se o estabelecimento de uma aliança entre Dinamarca, Rússia, Polônia e Saxônia, com vistas a reverter a expansão sueca ao redor do Báltico, julgando que a ascensão ao trono de um príncipe extremamente jovem representaria um momento de fragilidade para o Reino da Suécia.
A Grande Guerra do Norte teve início em fevereiro de 1700, quando um exército polaco-saxão tentou sem sucesso tomar a cidade de Riga, na Livônia. Em 20 de março do mesmo ano, Frederico IV da Dinamarca ordenou a invasão do Ducado de Holstein-Gottorp, governado pelo cunhado de Carlos XII, aliado da Suécia. Em 20 de agosto, o czar Pedro I da Rússia; que buscava estabelecer um porto no Báltico; impõe um sítio a fortaleza sueca de Narva.
Carlos XII lançou-se primeiramente contra a Dinamarca, contando com o auxílio naval anglo-holandês (nações favoráveis à independência do ducado de Holstein-Gottorp). Desembarcando próximo a Copenhague, forçou Frederico IV a se retirar do conflito, assinando o Tratado de Traventhal, em 18 de agosto de 1700.
Em novembro de 1700, Carlos XII dirigiu-se à Íngria com um exército de oito mil homens, dispostos a levantar o cerco do exército russo à cidade de Narva. Durante uma tempestade de neve, atacou de surpresa e rompeu as linhas de defesa russas comandadas pelo general Carlos Eugênio de Croy, infringindo uma esmagadora derrota às forças adversárias que lhe eram três vezes superiores em número.
Entretanto Carlos XII não soube tirar vantagem desta vitória, direcionou seus exércitos para um ataque à Polônia acreditando que a venceria rapidamente. Apenas em 1704, conseguiu depor Augusto II do trono da Polônia, obtendo a eleição de Estanislau Leszczyński. Porém sua luta contra Augusto, que manteve o Eleitorado da Saxônia, se estendeu até 1706. 
A prolongada campanha polonesa permitiu aos russos reestruturar seus exércitos e construir a Fortaleza de Pedro e Paulo, que deu origem a cidade de São Petersburgo, a qual serviria de ponto de apoio para sua defesa ao norte.
Carlos XII invadiu a Rússia em 1708; a frente de um grande exército; porém os russos evitaram a princípio um confronto direto, adotando a tática de recuar seus exércitos, destruindo tudo que pudesse servir de abrigo ou alimento ao invasor, forçando os suecos a se dirigirem ao sul, para Ucrânia, onde buscavam obter mantimentos, valendo-se do apoio do hetman cossaco Ivan Mazeppa que havia se aliado a eles.
O primeiro embate se deu a 9 de outubro de 1708 na Batalha de Lesnaia, onde as forças russas comandadas pelos príncipes Repnin e Menchikov atacaram uma coluna sob o comando do general Lewenhaupt, cortando as linhas de suprimento do exército sueco.
O corpo principal do exército sueco estava a 130 km ao sul, prosseguiu em direção à Ucrânia empreendendo o sítio da fortaleza russa de Poltava em junho de 1709, onde acabou envolvido por uma linha de defesa dupla, confinado entre as muralhas da fortaleza e as forças russas envolventes comandadas pelo próprio Pedro I. Nesta ocasião Carlos XII foi ferido no pé por um tiro desferido por um franco-atirador, enquanto inspecionava as tropas.
A Batalha de Poltava se deu a 8 de julho. Quando Carlos XII tentou romper o cerco russo e escapar em direção ao norte. Após uma vantagem inicial dos suecos, os russos desferiram um contra-ataque liderado pelo general Alexandre Menchikov, apoiado pela cavalaria do general Chistian Felix Bauer, e fizeram valer sua superioridade numérica.
Percebendo que a derrota era inevitável, Carlos XII ordenou a retirada por volta do meio-dia, reunindo o restante de suas tropas e equipagens dirigiu-se às margens do Rio Dnieper, acossado pelas tropas russas que lhe foram em perseguição. Em 11 de julho de 1709, o exército sueco rendeu-se em Perevolochna. Carlos XII logrou escapar atravessando o Rio Prut, junto com sua guarda pessoal, alguns altos oficiais e o Hetman Ivan Mazeppa, dirigindo-se à Bender no Império Otomano (atual Tighina, na Romênia), onde encontrou refúgio sob a proteção do sultão Amade III, lá permanecendo até 1714.
Tomou parte num conflito militar entre Império Otomano e o Império Russo, que resultou no Tratado de Adrianópolis em 1713, pelo qual os russos derrotados tiveram de restituir a costa do Mar de Azov aos Otomanos e assegurar um salvo-conduto para o retorno de Carlos XII à Suécia.
Durante a permanência de Carlos XII na Moldávia, Frederico IV da Dinamarca voltou a atacar a Suécia, onde suas tropas foram sucessivamente derrotadas em 1710 na batalha de Helsingborg e 1712 na Batalha de Gadebuschem, pelo governador-geral da Scania, conde Magno Stenbock. Os dinamarqueses conseguiram porém tomar o principado de Bremen e a cidade Wismar, o que lhes permitiu o controle do norte da Pomerânia.
Em novembro de 1714, após cruzar a Europa Oriental por 14 dias, Carlos XII chegou ao sul Pomerânia, que permanecia em poder da Suécia, onde foi recebido pelo conde Jorge Henrique von Görtz, a quem fez primeiro-ministro em 1716, enquanto dedicava-se a reorganização do exército e a continuidade de sua política militar.
Empreendeu a seguir nova campanha contra Frederico IV da Dinamarca, visando a tomada da Noruega, a qual invadiu em 1718, assediando a Fortaleza de Fredriksten, em Halden, onde foi morto em 30 de novembro, por um disparo que lhe atingiu a cabeça, durante uma inspeção noturna às trincheiras.
Devido à sua morte, a campanha foi encerrada, regressando o exército sueco ao país. Carlos XII foi sucedido por sua irmã, Ulrica Leonor. A Grande Guerra do Norte foi encerrada pelo Tratado de Nystad em 1721, três anos após sua morte.

## Legado
Sua morte encerrou o período de expansão da Suécia, abrindo caminho para a ascensão do Império Russo como potência europeia. Ao término do conflito, a Suécia cedeu ao Império Russo as províncias da Carélia, Livônia, Estônia e Íngria (na qual os russos fundaram a cidade de São Petersburgo).
Após os dezoito anos de guerra, o reino sueco estava economicamente arruinado e sem herdeiros diretamente ligados à tradição militar do pais, o que por um lado abriu caminho para um período de grande liberdade política e civil, com a redução de poder da monarquia e desenvolvimento do parlamentarismo.
A última campanha de Carlos XII foi precursora dos anseios de anexação da Noruega, que viria a concretizar-se somente em 1814.
Considerado um dos grandes estrategistas militares da história mundial, atraiu a admiração da posteridade, permanecendo até os dias de hoje como figura simbólica do nacionalismo sueco.